# Многочлены Лежандра
Многочлен Лежа́ндра — многочлен, который в наименьшей степени отклоняется от нуля в смысле среднего квадратического.
Образует ортогональную систему многочленов на отрезке {\displaystyle [-1,\;1]} в пространстве {\displaystyle L^{2}}.
Многочлены Лежандра могут быть получены из многочленов {\displaystyle \{1,\;x,\;x^{2},\;x^{3},\;\ldots \}} ортогонализацией Грама ― Шмидта.
Названы по имени французского математика Адриен Мари Лежандра.

## Определение

### Полиномы Лежандра и присоединённые функции Лежандра первого и второго рода
Рассмотрим дифференциальное уравнение вида
| {\displaystyle (1-z^{2}){\frac {\mathrm {d} ^{2}u}{\mathrm {d} z^{2}}}-2z{\frac {\mathrm {d} u}{\mathrm {d} z}}+n(n+1)u=0,} | (1) |

где {\displaystyle z} — комплексная переменная. Решения этого уравнения при целых {\displaystyle n} имеют вид многочленов, называемых многочленами Лежандра. Полином Лежандра степени {\displaystyle n} можно представить через формулу Родрига в виде
{\displaystyle P_{n}(z)={\frac {1}{2^{n}n!}}{\frac {d^{n}}{dz^{n}}}(z^{2}-1)^{n}.}
Часто вместо {\displaystyle z} записывают косинус полярного угла:
{\displaystyle P_{n}(\cos \theta )={\frac {1}{2^{n}n!}}{\frac {d^{n}}{d(\cos \theta )^{n}}}(\cos ^{2}\theta -1)^{n}.}
Уравнение (1) можно получить из частного случая гипергеометрического уравнения, называемого уравнением Лежандра
| {\displaystyle (1-z^{2}){\frac {\mathrm {d} ^{2}u}{\mathrm {d} z^{2}}}-2z{\frac {\mathrm {d} u}{\mathrm {d} z}}+\left[\nu (\nu +1)-{\frac {\mu ^{2}}{1-z^{2}}}\right]u=0,} | (2) |

где {\displaystyle \mu }, {\displaystyle \nu } — произвольные комплексные постоянные. Интерес представляют его решения, являющиеся однозначными и регулярными при {\displaystyle |z|<1} (в частности, при действительных {\displaystyle z}) или когда действительная часть числа {\displaystyle z} больше единицы. Его решения называют присоединёнными функциями Лежандра или сферическими функциями (гармониками). Подстановка вида {\displaystyle w=(z^{2}-1)^{\mu /2}} в (2) даёт уравнение Гаусса, решение которого в области {\displaystyle |1-z|<2} принимает вид
{\displaystyle w=P_{\nu }^{\mu }(z)={\frac {1}{\Gamma (1-\mu )}}\left({\frac {z+1}{z-1}}\right)^{\mu /2}F\left(-\nu ,\;\nu +1;\;1-\mu ;\;{\frac {1}{2}}-{\frac {z}{2}}\right),}
где {\displaystyle F} — гипергеометрическая функция. Подстановка {\displaystyle w=z^{2}} в (2) приводит к решению вида
{\displaystyle w=Q_{\nu }^{\mu }(z)=e^{\mu i\pi }2^{-\nu -1}{\sqrt {\pi }}{\frac {\Gamma (\nu +\mu +1)}{\Gamma (\nu +3/2)}}z^{-\nu -\mu -1}(z^{2}-1)^{\mu /2}F\left({\frac {\nu }{2}}+{\frac {\mu }{2}}+1,\;{\frac {\nu }{2}}+{\frac {\mu }{2}}+{\frac {1}{2}};\;\nu +{\frac {3}{2}};\;z^{-2}\right),}
определённым на {\displaystyle |z|>1}. Функции {\displaystyle P_{\nu }^{\mu }(z)} и {\displaystyle Q_{\nu }^{\mu }(z)} называют функциями Лежандра первого и второго рода.
Справедливы соотношения
{\displaystyle P_{\nu }^{\mu }(z)=P_{-\nu -1}^{\mu }(z)}
и
{\displaystyle Q_{\nu }^{\mu }(z)\sin \pi (\nu +\mu )-Q_{-\nu -1}^{\mu }(z)\sin \pi (\nu -\mu )=\pi e^{i\mu \pi }\cos(\nu \pi )P_{\nu }^{\mu }(z).}

### Выражение через суммы
Многочлены Лежандра также определяются по следующей формуле:
{\displaystyle P_{n}(x)={\frac {1}{2^{n}}}\sum _{k=0}^{E(n/2)}(-1)^{k}{\binom {n}{k}}{\binom {2n-2k}{n}}x^{n-2k}.}

### Рекуррентная формула
Они также могут быть вычислены по рекуррентной формуле (при {\displaystyle n\geqslant 1}):
| {\displaystyle P_{n+1}(x)={\frac {2n+1}{n+1}}xP_{n}(x)-{\frac {n}{n+1}}P_{n-1}(x),} | (3) |

причём первые две функции имеют вид
{\displaystyle P_{0}(x)=1,}
{\displaystyle P_{1}(x)=x.}

### Производная полинома Лежандра
Вычисляется по формуле
| {\displaystyle P'_{n}(x)={\frac {n}{1-x^{2}}}[P_{n-1}(x)-xP_{n}(x)].} | (4) |

### Корни полинома Лежандра
Вычисляются итеративно по методу Ньютона:
{\displaystyle x_{i}^{(k+1)}=x_{i}^{(k)}-{\frac {P_{n}(x_{i}^{(k)})}{P'_{n}(x_{i}^{(k)})}},}
причём начальное приближение для {\displaystyle i}-го корня ({\displaystyle i=1,\;2,\;\ldots ,\;n}) берётся по формуле
{\displaystyle x_{i}^{(0)}=\cos {\frac {\pi (4i-1)}{4n+2}}.}
Значение полинома можно вычислять, используя рекуррентную формулу для конкретного значения x.
Производную также можно вычислять для конкретного значения x, используя формулу для производной.

### Формулы с разложениями
Многочлены Лежандра также определяются следующими разложениями:
{\displaystyle (1-2tx+t^{2})^{-{\frac {1}{2}}}=\sum _{n=0}^{\infty }P_{n}(x)t^{n}}   для   {\displaystyle |t|<\min \left|x\pm {\sqrt {x^{2}-1}}\right|,}
{\displaystyle (1-2tx+t^{2})^{-{\frac {1}{2}}}=\sum _{n=0}^{\infty }P_{n}(x){\frac {1}{t^{n+1}}}}   для   {\displaystyle |t|>\max \left|x\pm {\sqrt {x^{2}-1}}\right|.}
Следовательно,
{\displaystyle P_{n}(x)={\frac {(2n)!}{2^{n}(n!)^{2}}}\left[x^{n}-{\frac {n(n-1)}{2(2n-1)}}x^{n-2}+{\frac {n(n-1)(n-2)(n-3)}{2\cdot 4(2n-1)(2n-3)}}x^{n-4}-\ldots \right].}

### Присоединённые многочлены Лежандра
Присоединённые многочлены Лежандра определяются по формуле
{\displaystyle P_{n}^{m}(x)=(1-x^{2})^{m/2}{\frac {d^{m}}{dx^{m}}}P_{n}(x),}
которую также можно представить в виде
{\displaystyle P_{n}^{m}(\cos \theta )=\sin ^{m}\theta {\frac {d^{m}}{d(\cos \theta )^{m}}}P_{n}(\cos \theta ).}
При {\displaystyle m=0} функция {\displaystyle P_{n}^{m}} совпадает с {\displaystyle P_{n}}.

#### Нормировка по правилу Шмидта
Нормированные по правилу Шмидта полиномы Лежандра выглядят следующим образом:
{\displaystyle SP_{n}^{0}(x)=P_{n}^{0}(x),}
{\displaystyle SP_{n}^{m}(x)=(-1)^{m}\left({\frac {2(n-m)!}{(n+m)!}}\right)^{1/2}P_{n}^{m}(x).}

### Сдвинутые многочлены Лежандра
Сдвинутые многочлены Лежандра определяются как {\displaystyle {\tilde {P_{n}}}(x)=P_{n}(2x-1)}, где сдвигающая функция {\displaystyle x\mapsto 2x-1} (это аффинное преобразование) выбрана так, чтобы однозначно отображать интервал ортогональности многочленов {\displaystyle [-1,\;1]} на интервал {\displaystyle [0,\;1]}, в котором уже ортогональны сдвинутые многочлены {\displaystyle {\tilde {P_{n}}}(x)}:
{\displaystyle \int \nolimits _{0}^{1}{\tilde {P_{m}}}(x){\tilde {P_{n}}}(x)\,dx={\frac {1}{2n+1}}\delta _{mn}.}
Явное выражение для смещённых многочленов Лежандра задаётся как
{\displaystyle {\tilde {P_{n}}}(x)=(-1)^{n}\sum _{k=0}^{n}{\binom {n}{k}}{\binom {n+k}{k}}(-x)^{k}.}
Аналогом формулы Родрига для смещенных многочленов Лежандра является
{\displaystyle {\tilde {P_{n}}}(x)={\frac {1}{n!}}{\frac {d^{n}}{dx^{n}}}\left[(x^{2}-x)^{n}\right].}
Выражения для некоторых первых сдвинутых многочленов Лежандра:
| n | {\displaystyle {\tilde {P_{n}}}(x)}            |
| - | ---------------------------------------------- |
| 0 | {\displaystyle 1}                              |
| 1 | {\displaystyle 2x-1}                           |
| 2 | {\displaystyle 6x^{2}-6x+1}                    |
| 3 | {\displaystyle 20x^{3}-30x^{2}+12x-1}          |
| 4 | {\displaystyle 70x^{4}-140x^{3}+90x^{2}-20x+1} |

## Матрица функции многочлена Лежандра
{\displaystyle {\begin{pmatrix}0&0&-2&0&0&\vdots &0&\vdots &0\\0&2&0&-6&0&\vdots &0&\vdots &\vdots \\0&0&6&0&-12&\vdots &0&\vdots &\vdots \\0&0&0&12&0&\vdots &0&\vdots &\vdots \\0&0&0&0&20&\vdots &0&\vdots &\vdots \\\dots &\dots &\dots &\dots &\dots &\ddots &\vdots &\dots &\vdots \\0&0&0&0&0&\dots &k(k+1)&\dots &\vdots \\\dots &\dots &\dots &\dots &\dots &\dots &\dots &\ddots &\vdots \\0&0&0&0&0&\dots &0&\dots &n(n+1)\\\end{pmatrix}}}
Эта матрица является верхнетреугольной. Её определитель равен нулю, а собственные значения равны {\displaystyle k(k+1)}, где {\displaystyle k\in \{0,\;1,\;2,\;3,\;\ldots ,\;n\}}.

## Примеры

Первые 6 многочленов Лежандра

Первые многочлены Лежандра в явном виде:
{\displaystyle P_{0}(x)=1,}
{\displaystyle P_{1}(x)=x,}
{\displaystyle P_{2}(x)={\frac {1}{2}}(3x^{2}-1),}
{\displaystyle P_{3}(x)={\frac {1}{2}}(5x^{3}-3x),}
{\displaystyle P_{4}(x)={\frac {1}{8}}(35x^{4}-30x^{2}+3),}
{\displaystyle P_{5}(x)={\frac {1}{8}}(63x^{5}-70x^{3}+15x),}
{\displaystyle P_{6}(x)={\frac {1}{16}}(231x^{6}-315x^{4}+105x^{2}-5),}
{\displaystyle P_{7}(x)={\frac {1}{16}}(429x^{7}-693x^{5}+315x^{3}-35x),}
{\displaystyle P_{8}(x)={\frac {1}{128}}(6435x^{8}-12\,012x^{6}+6930x^{4}-1260x^{2}+35),}
{\displaystyle P_{9}(x)={\frac {1}{128}}(12\,155x^{9}-25\,740x^{7}+18\,018x^{5}-4620x^{3}+315x),}
{\displaystyle P_{10}(x)={\frac {1}{256}}(46\,189x^{10}-109\,395x^{8}+90\,090x^{6}-30\,030x^{4}+3465x^{2}-63),}
{\displaystyle P_{11}(x)={\frac {1}{256}}(88\,179x^{11}-230\,945x^{9}+218\,790x^{7}-90\,090x^{5}+15\,015x^{3}-693x),}
{\displaystyle P_{12}(x)={\frac {1}{1024}}(676\,039x^{12}-1\,939\,938x^{10}+2\,078\,505x^{8}-1\,021\,020x^{6}+225\,225x^{4}-18\,018x^{2}+231),}
{\displaystyle P_{13}(x)={\frac {1}{1024}}(1\,300\,075x^{13}-4\,056\,234x^{11}+4\,849\,845x^{9}-2\,771\,340x^{7}+765\,765x^{5}-90\,090x^{3}+3003x),}
{\displaystyle P_{14}(x)={\frac {1}{2048}}(5\,014\,575x^{14}-16\,900\,975x^{12}+22\,309\,287x^{10}-14\,549\,535x^{8}+4\,849\,845x^{6}-765\,765x^{4}+45\,045x^{2}-429),}
{\displaystyle P_{15}(x)={\frac {1}{2048}}(9\,694\,845x^{15}-35\,102\,025x^{13}+50\,702\,925x^{11}-37\,182\,145x^{9}+14\,549\,535x^{7}-2\,909\,907x^{5}+255\,255x^{3}-6435x),}
{\displaystyle P_{16}(x)={\frac {1}{32768}}(300540195x^{16}-1163381400x^{14}+1825305300x^{12}-1487285800x^{10}+669278610x^{8}-162954792x^{6}+19399380x^{4}-875160x^{2}+6435),}
{\displaystyle P_{17}(x)={\frac {1}{32768}}(583\,401\,555x^{17}-2\,404\,321\,560x^{15}+4\,071\,834\,900x^{13}-3\,650\,610\,600x^{11}+1\,859\,107\,250x^{9}-535\,422\,888x^{7}+81\,477\,396x^{5}-5\,542\,680x^{3}+109\,395x).}
Поскольку {\displaystyle P_{n}(1)=1}, то
{\displaystyle P_{n}(x)={\frac {\lambda _{0}+\lambda _{1}x+\lambda _{2}x^{2}+\ldots +\lambda _{n}x^{n}}{\lambda _{0}+\lambda _{1}+\ldots +\lambda _{n}}}={\frac {\sum \limits _{i=0}^{n}\lambda _{i}x^{i}}{\sum \limits _{i=0}^{n}\lambda _{i}}}.}

## Свойства
- Если {\displaystyle n\neq 0}, то {\displaystyle \forall x\in (-1,\;1)\quad |P_{n}(x)|<1.}
- Для {\displaystyle n\neq 0} степень {\displaystyle P_{n}} равна {\displaystyle n}.
- Сумма коэффициентов многочлена Лежандра {\displaystyle P_{n}(x)} равна 1.
- Уравнение {\displaystyle P_{n}(x)=0} имеет ровно {\displaystyle n} различных корней на отрезке {\displaystyle [-1,\;1].}
- Пусть {\displaystyle \forall n\in \mathbb {N} \quad U_{n}(x)=(x^{2}-1)^{n}}. Тогда
{\displaystyle U'_{n+1}(x)-2(n+1)xU_{n}(x)=0,}
{\displaystyle (x^{2}-1)U'_{n}(x)-2nxU_{n}(x)=0.}
- Присоединённые многочлены Лежандра являются решениями дифференциального уравнения
{\displaystyle {\frac {d}{dx}}\left[(1-x^{2}){\frac {d}{dx}}P_{n}(x)\right]-{\frac {m^{2}}{(1-x^{2})}}P_{n}(x)+n(n+1)P_{n}(x)=0.}

При {\displaystyle m=0} уравнение принимает вид
{\displaystyle P'_{n+1}(x)=xP'_{n}(x)+(n+1)P_{n}(x).}
- Производящая функция для многочленов Лежандра равна
{\displaystyle \sum _{n=0}^{\infty }P_{n}(z)x^{n}={\frac {1}{\sqrt {1-2xz+x^{2}}}}.}
- Условие ортогональности этих полиномов на отрезке {\displaystyle [-1,\;1]}:
{\displaystyle \int \limits _{-1}^{1}P_{k}(x)P_{l}(x)\,dx={\frac {2}{2k+1}}\delta _{kl},}

где {\displaystyle \delta _{kl}} — символ Кронекера.
- Для {\displaystyle n\in \mathbb {N} } норма {\displaystyle P_{n}} равна
{\displaystyle \|P_{n}\|={\sqrt {\int \limits _{-1}^{1}P_{n}^{2}(x)\,dx}}={\sqrt {\frac {2}{2n+1}}}.}
- Нормированная функция многочленов Лежандра связана с нормой {\displaystyle P_{n}} следующим соотношением:
{\displaystyle {\tilde {P}}_{n}(x)={\frac {P_{n}(x)}{\|P_{n}\|}}={\sqrt {\frac {2n+1}{2}}}P_{n}(x).}
- При каждом {\displaystyle m>0} система присоединённых функций Лежандра {\displaystyle P_{n}^{m}(x),\ n=m,\;m+1,\;\ldots } полна в {\displaystyle L_{2}(-1,\;1)}.
- В зависимости от {\displaystyle m} и {\displaystyle n} присоединённые многочлены Лежандра могут быть как чётными, так и нечётными функциями:
{\displaystyle P_{n}^{m}(-x)=(-1)^{m+n}P_{n}^{m}(x).}
{\displaystyle P_{2n}} — чётная функция,
{\displaystyle P_{2n+1}} — нечётная функция.
- {\displaystyle P_{n}(1)=1.}
- {\displaystyle P_{n}(-1)=(-1)^{n}.}
- {\displaystyle P_{2n}(0)={\frac {1}{2^{2n}}}\sum _{k=0}^{n}(-1)^{k}{\binom {2n}{k}}{\binom {4n-2k}{2n}}0^{2n-2k}={\frac {1}{2^{2n}}}(-1)^{n}{\binom {2n}{n}}}, поскольку {\displaystyle \forall k\neq n\quad 0^{2n-2k}=0}, а {\displaystyle 0^{2n-2n}=1}.
- Для {\displaystyle n\neq 0} выполняется {\displaystyle P_{2n}(0)\leqslant {\frac {1}{\sqrt {\pi n}}}}.
- {\displaystyle \forall x\in [-1,\;1],\;\forall n\in \mathbb {N} ^{*}\quad |P_{n}(x)|\leqslant {\sqrt {\frac {2}{\pi n(1-x^{2})}}}.}

## Ряды многочленов Лежандра

### Разложение липшицевой функции в ряд многочленов Лежандра
Липшицевая функция {\displaystyle f} является функцией со свойством
{\displaystyle |f(x)-f(y)|\leqslant L|x-y|}, где {\displaystyle L>0}.
Эта функция разлагается в ряд многочленов Лежандра.
Пусть {\displaystyle \varepsilon (I)} — пространство непрерывных отображений на отрезке {\displaystyle I=[-1,\;1]}, {\displaystyle f\in \varepsilon (I)}, и {\displaystyle n\in \mathbb {N} }.
Пусть
{\displaystyle c_{n}(f)=\int \limits _{-1}^{1}f(x){\tilde {P}}_{n}(x)\,dx,}
тогда {\displaystyle c_{n}(f)} удовлетворяет следующему условию:
{\displaystyle \lim _{n\to \infty }c_{n}(f)=0.}
Пусть {\displaystyle S_{n}f=\sum _{k=0}^{n}c_{k}(f){\tilde {P}}_{k}} и {\displaystyle S_{n}f} удовлетворяет следующим условиям:
1. {\displaystyle \forall x\in I\quad S_{n}f(x)=\int \limits _{-1}^{1}K_{n}(x,\;y)f(y)\,dy}, где {\displaystyle K_{n}(x,\;y)={\frac {n+1}{2}}{\frac {P_{n+1}(x)P_{n}(y)-P_{n+1}(y)P_{n}(x)}{x-y}};}
2. {\displaystyle S_{n}f(x)-f(x)=\int \limits _{-1}^{1}K_{n}(x,\;y){\big (}f(y)-f(x){\big )}\,dy;}
3. {\displaystyle \forall x\in [-1,1]\quad \lim _{n\to \infty }S_{n}f(x)=f(x).}

Липшицеву функцию {\displaystyle f} можно записать следующим образом:
{\displaystyle f=\sum _{n=0}^{\infty }c_{n}(f){\tilde {P}}_{n}.}

### Разложение голоморфной функции
Всякая функция {\displaystyle f}, голоморфная внутри эллипса с фокусами −1 и +1, может быть представлена в виде ряда:
{\displaystyle f(x)=\sum _{n=0}^{\infty }\lambda _{n}P_{n}(x).}

### Теорема сложения
Для величин, удовлетворяющих условиям {\displaystyle 0\leqslant \psi _{1}<\pi }, {\displaystyle 0\leqslant \psi _{2}<\pi }, {\displaystyle \psi _{1}+\psi _{2}<\pi }, {\displaystyle \varphi } — действительное число, можно записать теорему сложения для полиномов Лежандра первого рода:
{\displaystyle P_{k}(\cos \psi _{1}\cos \psi _{2}+\sin \psi _{1}\sin \psi _{2}\cos \varphi )=P_{k}(\cos \psi _{1})P_{k}(\cos \psi _{2})+2\sum \limits _{m=1}^{\infty }(-1)^{m}P_{k}^{-m}(\cos \psi _{1})P_{k}^{m}(\cos \psi _{2})\cos m\varphi ,}
или, в альтернативной форме через гамма-функцию:
{\displaystyle P_{k}(\cos \psi _{1}\cos \psi _{2}+\sin \psi _{1}\sin \psi _{2}\cos \varphi )=P_{k}(\cos \psi _{1})P_{k}(\cos \psi _{2})+2\sum \limits _{m=1}^{\infty }{\frac {\Gamma (k-m+1)}{\Gamma (k+m+1)}}P_{k}^{m}(\cos \psi _{1})P_{k}^{m}(\cos \psi _{2})\cos m\varphi .}
Для полиномов Лежандра второго рода теорема сложения выглядит как
{\displaystyle Q_{k}(\cos \psi _{1}\cos \psi _{2}+\sin \psi _{1}\sin \psi _{2}\cos \varphi )=P_{k}(\cos \psi _{1})Q_{k}(\cos \psi _{2})+2\sum \limits _{m=1}^{\infty }(-1)^{m}P_{k}^{-m}(\cos \psi _{1})Q_{k}^{m}(\cos \psi _{2})\cos m\varphi }
при условиях {\displaystyle 0\leqslant \psi _{1}<\pi /2}, {\displaystyle 0\leqslant \psi _{2}<\pi }, {\displaystyle \psi _{1}+\psi _{2}<\pi }, {\displaystyle \varphi }.

## Функции Лежандра
Многочлены Лежандра (вместе с присоединёнными функциями Лежандра {\displaystyle P_{n,\;m}(x)}) естественно возникают в теории потенциала.
Шаровые функции — это функции (в сферических координатах {\displaystyle r,\;\theta ,\;\varphi }) вида (с точностью до константы)
{\displaystyle r^{n}P_{n}^{m}(\cos \theta )\cos m\varphi } и {\displaystyle r^{n}P_{n}^{m}(\cos \theta )\sin m\varphi ,}
где {\displaystyle P_{n}^{m}} — присоединённые многочлены Лежандра.
Они также представимы в виде {\displaystyle r^{n}Y_{nm}}, где {\displaystyle Y_{nm}} — сферические функции.
Шаровые функции удовлетворяют уравнению Лапласа всюду в {\displaystyle \mathbb {R} ^{3}}. 